# Diré el teu nom
Diré el teu nom (títol original en anglès The Last Face) és una pel·lícula dramàtica estatunidenca del 2016 dirigida per Sean Penn i escrita per Erin Dignam. La pel·lícula és protagonitzada per Charlize Theron, Javier Bardem, Adèle Exarchopoulos i Jean Reno. Va ser seleccionada per competir per la Palma d'Or al 69è Festival Internacional de Cinema de Canes, debutant amb crítiques generalment pobres. La pel·lícula es va estrenar a DirectTV el 29 de juny de 2017, abans de publicar-se en vídeo a la carta i als cinemes el 28 de juliol de 2017, per Saban Films. Ha estat doblada al català.

## Trama
Wren és una metgessa i activista que treballa a l'Àfrica occidental amb l'organització Metges del Món que el seu pare mort va fundar fa tants anys. Està contenta de dirigir l'organització, però sovint es compara negativament amb els èxits del seu pare. Durant l'any 2003, Wren coneix en Miguel, un guapo cirurgià que també s'ha dedicat a tractar persones de zones empobrides i devastades per la guerra arreu del món. Els dos s'enamoren, però Wren aviat descobreix que Miguel ha tingut una relació sexual prèvia amb la seva cosina, la qual cosa contribueix a la decadència de la seva relació.

## Repartiment
- Charlize Theron com a Wren Petersen
- Javier Bardem com a Miguel Leon
- Adèle Exarchopoulos com a Ellen
- Jean Reno com el Dr. Love
- Jared Harris com el Dr. John Farber
- Sibongile Mlambo com Assatu
- Merritt Wever com a Marlee

## Producció
El 10 d'abril de 2014, es va anunciar que Sean Penn dirigiria la pel·lícula, amb Charlize Theron i Javier Bardem com a protagonistes. El rodatge va començar l'1 d'agost de 2014, a Ciutat del Cap.

## Estrena
La pel·lícula es va estrenar al 69è Festival Internacional de Cinema de Canes el 20 de maig de 2016. El 8 de setembre de 2016, Saban Films va adquirir els drets de distribució de la pel·lícula als Estats Units. La pel·lícula es va estrenar a DirectTV el 29 de juny de 2017, abans s'estrenarà en vídeo sota demanda i als cinemes el 28 de juliol de 2017 per Saban Films.

## Recepció
La recepció de Diré el teu nom a Canes va ser molt negativa i The Sydney Morning Herald va informar que la pel·lícula va ser esbroncada durant la seva projecció. La pel·lícula té una valoració del 8% a Rotten Tomatoes, basada en 49 ressenyes, amb una valoració mitjana de 3/10. El consens dels crítics del lloc diu: "Les nobles intencions de The Last Face no són prou a prop com per portar una història fonamentalment equivocada que, possiblement, menysprea el grup demogràfic que vol defensar." A Metacritic, la pel·lícula té una puntuació mitjana ponderada de 16 sobre 100, basada en 20 crítics, la qual cosa indica una "aversió aclaparadora".
The Hollywood Reporter va criticar la pel·lícula i va escriure: "Un teló de fons d'atrocitats, sofriment i violacions despietades dels drets humans del Tercer Món serveix com a llenç per a una història d'amor de Hollywood falsa i profunda a la increïblement autoimportant de Sean Penn, però un còctel buit de romanç i porno de refugiats Diré el teu nom." The Guardian i The Telegraph van ser igualment menyspreatius, The Guardian va comentar que "Charlize Theron i Javier Bardem ofereixen les pitjors actuacions de la seva carrera com a metges que s'enamoren a l'Àfrica occidental mentre els personatges negres queden relegats a un segon pla".